# Peter Jacob Hjelm
Peter (Petter) Jacob Hjelm (n. 2 octombrie 1746, Göteryd⁠(d), Comitatul Kronoberg, Suedia – d. 7 octombrie 1813, Storkyrkoförsamlingen⁠(d), Comitatul Stockholm, Suedia) a fost un chimist suedez, primul care a izolat elementul molibden în 1781, la patru ani după descoperirea sa de către chimistul suedez Carl Wilhelm Scheele.

## Biografie
Hjelm s-a născut la Sunnerbo, în Småland, Suedia. A fost crescut în parohia Göteryd din Älmhult, ca fiu al parohului Erik Hjelm și al Ceciliei Cecilia Gistrénia. 
A obținut titlul de doctor la Universitatea din Uppsala. A devenit profesor la Academia de mine, iar în 1782 a devenit șef al Royal Mint. Din 1784 a fost membru al Academiei Regale de Științe a Suediei. Ultima poziție ocupată a fost cea de director al Laboratorului chimic al Ministerului Mineritului.